# 世界ボクシング機構世界王者一覧

世界ボクシング機構世界王者一覧（せかいボクシングきこうせかいおうじゃいちらん）は、プロボクシング世界王座認定団体の「世界ボクシング機構」 (WBO)の認定した世界王者の一覧表。正規王座と暫定王座をに分けて掲載しており、正規王座の防衛回数の括弧部分の数字は暫定王座時の防衛数と正規王座の防衛数を合わせた防衛数である。

## ミニマム級
| 代 | 名前                               | 国籍           | 在位期間                               | 防衛回数 |
| -- | ---------------------------------- | -------------- | -------------------------------------- | -------- |
| 初 | ラファエル・トーレス               | ドミニカ共和国 | 1989年8月30日 - 1993年（返上）         | 1        |
| 2  | ポール・ウェアー                   | イギリス       | 1993年5月15日 - 1993年12月16日（返上） | 1        |
| 3  | アレックス・サンチェス             | プエルトリコ   | 1993年12月22日 - 1997年8月23日         | 6        |
| 4  | リカルド・ロペス                   | メキシコ       | 1997年8月23日 - 1997年8月31日（剥奪）  | 0        |
| 5  | エリック・ハミリ                   | フィリピン     | 1997年12月19日 - 1998年5月30日         | 0        |
| 6  | ケルミン・グアルディア             | コロンビア     | 1998年5月30日 - 2001年（返上）         | 3        |
| 7  | ホルヘ・マータ                     | スペイン       | 2002年11月22日 - 2003年3月28日         | 1        |
| 8  | エドゥアルド・レイ・マルケス       | ニカラグア     | 2003年3月28日 - 2003年5月3日           | 0        |
| 9  | イヴァン・カルデロン               | プエルトリコ   | 2003年5月3日 - 2007年8月25日（返上）   | 11       |
| 10 | ドニー・ニエテス                   | フィリピン     | 2007年9月30日 - 2011年2月28日（返上）  | 4        |
| 11 | ラウル・ガルシア                   | メキシコ       | 2011年2月28日 - 2011年8月27日          | 1        |
| 12 | モイセス・フェンテス               | メキシコ       | 2011年8月27日 - 2013年4月19日（返上）  | 2        |
| 13 | メルリト・サビーリョ               | フィリピン     | 2013年4月19日 - 2014年3月22日          | 2        |
| 14 | フランシスコ・ロドリゲス・ジュニア | メキシコ       | 2014年3月22日 - 2014年12月15日（返上） | 1        |
| 15 | 高山勝成                           | 日本           | 2014年12月31日 - 2015年3月3日（返上）  | 0        |
| 16 | 田中恒成                           | 日本           | 2015年5月30日 - 2016年4月7日（返上）   | 1        |
| 17 | 高山勝成（2期目）                  | 日本           | 2016年8月20日 - 2017年4月3日（返上）   | 0        |
| 18 | 福原辰弥                           | 日本           | 2017年4月14日 - 2017年8月27日          | 0        |
| 19 | 山中竜也                           | 日本           | 2017年8月27日 - 2018年7月13日          | 1        |
| 20 | ビック・サルダール                 | フィリピン     | 2018年7月13日 - 2019年8月24日          | 1        |
| 21 | ウィルフレド・メンデス             | プエルトリコ   | 2019年8月24日 - 2021年12月14日         | 2        |
| 22 | 谷口将隆                           | 日本           | 2021年12月14日 - 2023年1月6日          | 1        |
| 23 | メルビン・ジェルサレム             | フィリピン     | 2023年1月6日 - 2023年5月27日           | 0        |
| 24 | オスカー・コラーゾ                 | アメリカ合衆国 | 2023年5月27日 - 現在                   | 4        |

### 暫定王座
| 名前                 | 国籍       | 在位期間                                       | 防衛回数 |
| -------------------- | ---------- | ---------------------------------------------- | -------- |
| ホルヘ・マータ       | スペイン   | 2002年6月29日 - 2002年11月22日（正規王座昇格） | 0        |
| ダニエル・レイジェス | コロンビア | 2008年9月26日 - 2008年12月6日                  | 0        |
| マヌエル・バルガス   | メキシコ   | 2008年12月6日 - 2009年9月12日                  | 1        |
| ラウル・ガルシア     | メキシコ   | 2010年10月30日 - 2011年2月28日（正規王座昇格） | 0        |
| メルリト・サビーリョ | フィリピン | 2013年3月9日 - 2013年4月19日（正規王座昇格）   | 0        |
| 福原辰弥             | 日本       | 2017年2月26日 - 2017年4月14日（正規王座昇格）  | 0        |

## ライトフライ級
| 代 | 名前                         | 国籍             | 在位期間                                | 防衛回数 |
| -- | ---------------------------- | ---------------- | --------------------------------------- | -------- |
| 初 | ホセ・デ・ヘスス             | プエルトリコ     | 1989年5月19日 - 1992年3月（剥奪）       | 3        |
| 2  | ホセ・カマーチョ             | プエルトリコ     | 1992年7月31日 - 1994年7月15日           | 1        |
| 3  | マイケル・カルバハル         | アメリカ合衆国   | 1994年7月15日 - 1994年11月12日（剥奪）  | 0        |
| 4  | ポール・ウェアー             | イギリス         | 1994年11月23日 - 1995年11月18日         | 1        |
| 5  | ジェイコブ・マトラーラ       | 南アフリカ共和国 | 1995年11月18日 - 1997年（返上）         | 2        |
| 6  | ヘスス・チョン               | メキシコ         | 1997年5月31日 - 1997年8月25日           | 0        |
| 7  | メルチョ・コブ・カストロ     | メキシコ         | 1997年8月25日 - 1998年1月17日           | 0        |
| 8  | ファン・ドミンゴ・コルドバ   | アルゼンチン     | 1998年1月17日 - 1998年12月15日          | 1        |
| 9  | ホルヘ・アルセ               | メキシコ         | 1998年12月15日 - 1999年7月31日          | 1        |
| 10 | マイケル・カルバハル (2期目) | アメリカ合衆国   | 1999年7月31日 - 1999年8月（返上）       | 0        |
| 11 | マシブレレ・マケプラ         | 南アフリカ共和国 | 2000年2月19日 - 2000年（返上）          | 0        |
| 12 | ネルソン・ディーバ           | プエルトリコ     | 2001年4月14日 - 2005年4月30日           | 5        |
| 13 | ウーゴ・カサレス             | メキシコ         | 2005年4月30日 - 2007年8月25日           | 5        |
| 14 | イヴァン・カルデロン         | プエルトリコ     | 2007年8月25日 - 2010年8月28日           | 6        |
| 15 | ジョバンニ・セグラ           | メキシコ         | 2010年8月28日 - 2011年4月22日（返上）   | 1        |
| 16 | ヘスス・ゲレス               | コロンビア       | 2011年4月22日 - 2011年4月30日           | 0 （1）  |
| 17 | ラモン・ガルシア             | メキシコ         | 2011年4月30日 - 2011年10月8日           | 0        |
| 18 | ドニー・ニエテス             | フィリピン       | 2011年10月8日 - 2016年8月10日（返上）   | 9        |
| 19 | 田中恒成                     | 日本             | 2016年12月31日 - 2017年11月30日（返上） | 2        |
| 20 | アンヘル・アコスタ           | プエルトリコ     | 2017年12月2日 - 2019年6月21日           | 3        |
| 21 | エルウィン・ソト             | メキシコ         | 2019年6月21日 - 2021年10月16日          | 3        |
| 22 | ジョナサン・ゴンサレス       | プエルトリコ     | 2021年10月16日 - 2024年6月18日（返上）  | 3        |
| 23 | 岩田翔吉                     | 日本             | 2024年10月13日 - 2025年3月13日          | 0        |
| 24 | レネ・サンティアゴ           | プエルトリコ     | 2025年3月13日 - 現在                    | 0        |

### 暫定王座
| 名前                   | 国籍         | 在位期間                                       | 防衛回数 |
| ---------------------- | ------------ | ---------------------------------------------- | -------- |
| ケルミン・グアルディア | コロンビア   | 2003年7月11日 - 2004年3月20日                  | 0        |
| ジョンリル・カシメロ   | フィリピン   | 2009年12月19日 - 2010年7月24日                 | 0        |
| ラモン・ガルシア       | メキシコ     | 2010年7月24日 - 2011年2月5日                   | 2        |
| ヘスス・ゲレス         | コロンビア   | 2010年10月30日 - 2011年4月22日（正規王座昇格） | 1        |
| モイセス・フェンテス   | メキシコ     | 2013年9月7日 - 2014年5月10日                   | 0        |
| レネ・サンティアゴ     | プエルトリコ | 2023年10月27日 - 2024年3月2日                  | 0        |

## フライ級
| 代 | 名前                               | 国籍             | 在位期間                               | 防衛回数 |
| -- | ---------------------------------- | ---------------- | -------------------------------------- | -------- |
| 初 | エルビス・アルバレス               | コロンビア       | 1989年3月3日 - 1990年（返上）          | 0        |
| 2  | イシドロ・ペレス                   | メキシコ         | 1990年8月18日 - 1992年3月18日          | 2        |
| 3  | パット・クリントン                 | イギリス         | 1992年3月18日 - 1993年5月15日          | 1        |
| 4  | ジェイコブ・マトラーラ             | 南アフリカ共和国 | 1993年5月15日 - 1995年2月11日          | 3        |
| 5  | アルベルト・ヒメネス               | メキシコ         | 1995年2月11日 - 1996年12月13日         | 5        |
| 6  | カルロス・ガブリエル・サラサール   | アルゼンチン     | 1996年12月13日 - 1998年8月14日         | 5        |
| 7  | ルーベン・サンチェス・レオン       | メキシコ         | 1998年8月14日 - 1999年4月23日          | 1        |
| 8  | ホセ・アントニオ・ロペス・ブエノ   | スペイン         | 1999年4月23日 - 1999年（剥奪）         | 1        |
| 9  | イシドロ・ガルシア                 | メキシコ         | 1999年12月19日 - 2000年12月16日        | 1        |
| 10 | フェルナンド・モンティエル         | メキシコ         | 2000年12月16日 - 2002年6月22日（返上） | 3        |
| 11 | アドニス・リバス                   | ニカラグア       | 2002年5月4日 - 2002年7月13日           | 0        |
| 12 | オマール・ナルバエス               | アルゼンチン     | 2002年7月13日 - 2010年5月14日（返上）  | 16       |
| 13 | フリオ・セサール・ミランダ         | メキシコ         | 2010年6月12日 - 2011年7月16日          | 3        |
| 14 | ブライアン・ビロリア               | アメリカ合衆国   | 2011年7月16日 - 2013年4月6日           | 3        |
| 15 | ファン・フランシスコ・エストラーダ | メキシコ         | 2013年4月6日 - 2016年9月15日（返上）   | 5        |
| 16 | 鄒市明                             | 中華人民共和国   | 2016年11月5日 - 2017年7月28日          | 0        |
| 17 | 木村翔                             | 日本             | 2017年7月28日 - 2018年9月24日          | 2        |
| 18 | 田中恒成                           | 日本             | 2018年9月24日 - 2020年1月31日（返上）  | 3        |
| 19 | 中谷潤人                           | 日本             | 2020年11月6日 - 2022年10月27日（返上） | 2        |
| 20 | ジェシー・ロドリゲス               | アメリカ合衆国   | 2023年4月3日 - 2024年3月29日（返上）   | 0        |
| 21 | アンソニー・オラスクアガ           | アメリカ合衆国   | 2023年7月20日 - 現在                   | 1        |

### 暫定王座
| 名前             | 国籍       | 在位期間                                   | 防衛回数 |
| ---------------- | ---------- | ------------------------------------------ | -------- |
| アドニス・リバス | ニカラグア | 2002年5月4日 - 2002年5月4日 (正規王座昇格) | 0        |

## スーパーフライ級
| 代 | 名前                               | 国籍             | 在位期間                              | 防衛回数 |
| -- | ---------------------------------- | ---------------- | ------------------------------------- | -------- |
| 初 | ホセ・ルイス                       | プエルトリコ     | 1989年4月29日 - 1992年2月22日         | 4        |
| 2  | ホセ・キリノ                       | メキシコ         | 1992年2月22日 - 1992年9月4日          | 0        |
| 3  | ジョニー・ブレダル                 | デンマーク       | 1992年9月4日 - 1994年10月12日 (返上)  | 3        |
| 4  | ジョニー・タピア                   | アメリカ合衆国   | 1994年10月12日 - 1998年12月5日 (返上) | 13       |
| 5  | ビクトル・ゴドイ                   | アルゼンチン     | 1998年12月5日 - 1999年6月7日          | 0        |
| 6  | ディエゴ・モラレス                 | メキシコ         | 1999年6月7日 - 1999年11月20日         | 1        |
| 7  | アドニス・リバス                   | ニカラグア       | 1999年11月20日 - 2001年6月16日        | 2        |
| 8  | ペドロ・アルカサール               | パナマ           | 2001年6月16日 - 2002年6月22日         | 1        |
| 9  | フェルナンド・モンティエル         | メキシコ         | 2002年6月22日 - 2003年8月16日         | 1        |
| 10 | マーク・ジョンソン                 | アメリカ合衆国   | 2003年8月16日 - 2004年9月25日         | 1        |
| 11 | イバン・エルナンデス               | メキシコ         | 2004年9月25日 - 2005年4月9日          | 0        |
| 12 | フェルナンド・モンティエル (2期目) | メキシコ         | 2005年4月9日 - 2009年2月10日 (返上)   | 7        |
| 13 | ホセ・ロペス                       | プエルトリコ     | 2009年3月28日 - 2009年9月5日          | 0        |
| 14 | マービン・ソンソナ                 | フィリピン       | 2009年9月5日 - 2009年11月20日 (剥奪)  | 0        |
| 15 | ホルヘ・アルセ                     | メキシコ         | 2010年1月30日 - 2010年4月 (返上)      | 0        |
| 16 | オマール・ナルバエス               | アルゼンチン     | 2010年5月15日 - 2014年12月30日        | 11       |
| 17 | 井上尚弥                           | 日本             | 2014年12月30日 - 2018年3月6日 (返上)  | 7        |
| 18 | ドニー・ニエテス                   | フィリピン       | 2018年12月31日 - 2019年2月28日 (返上) | 0        |
| 19 | 井岡一翔                           | 日本             | 2019年6月19日 - 2023年2月17日 (返上)  | 6        |
| 20 | 中谷潤人                           | 日本             | 2023年5月20日 - 2023年12月14日 (返上) | 1        |
| 21 | 田中恒成                           | 日本             | 2024年2月24日 - 2024年10月14日        | 0        |
| 22 | プメレレ・カフ                     | 南アフリカ共和国 | 2024年10月14日 - 現在                 | 0        |

### 暫定王座
| 名前             | 国籍         | 在位期間                                     | 防衛回数 |
| ---------------- | ------------ | -------------------------------------------- | -------- |
| ビクトル・ゴドイ | アルゼンチン | 1998年11月7日 - 1998年12月5日 (正規王座昇格) | 0        |

## バンタム級
| 代 | 名前                               | 国籍             | 在位期間                               | 防衛回数 |
| -- | ---------------------------------- | ---------------- | -------------------------------------- | -------- |
| 初 | イスラエル・コントレラス           | ベネズエラ       | 1989年2月3日 - 1991年3月12日 (返上)    | 1        |
| 2  | ガビー・カニザレス                 | アメリカ合衆国   | 1991年3月12日 - 1991年6月30日          | 0        |
| 3  | デューク・マッケンジー             | イギリス         | 1991年6月30日 - 1992年5月13日          | 2        |
| 4  | ラファエル・デル・バーレ           | プエルトリコ     | 1992年5月13日 - 1994年7月30日          | 2        |
| 5  | アルフレッド・コティ               | ガーナ           | 1994年7月30日 - 1995年10月21日         | 2        |
| 6  | ダニエル・ヒメネス                 | プエルトリコ     | 1995年10月21日 - 1996年4月26日         | 1        |
| 7  | ロビー・リーガン                   | イギリス         | 1996年4月26日 - 1997年7月18日 (返上)   | 0        |
| 8  | ホルヘ・エリセール・フリオ         | コロンビア       | 1997年7月28日 - 2000年1月8日           | 3        |
| 9  | ジョニー・タピア                   | アメリカ合衆国   | 2000年1月8日 - 2000年8月16日 (返上)    | 1        |
| 10 | マウリシオ・マルチネス             | パナマ           | 2000年9月4日 - 2002年3月15日           | 1        |
| 11 | クルス・カルバハル                 | メキシコ         | 2002年3月15日 - 2004年5月7日           | 2        |
| 12 | ラタナチャイ・ソーウォラピン       | タイ             | 2004年5月7日 - 2005年10月29日          | 1        |
| 13 | ジョニー・ゴンザレス               | メキシコ         | 2005年10月29日 - 2007年8月11日         | 2        |
| 14 | ジェリー・ペニャロサ               | フィリピン       | 2007年8月11日 - 2009年4月25日 (返上)   | 1        |
| 15 | フェルナンド・モンティエル         | メキシコ         | 2009年4月25日 - 2011年2月19日          | 2        |
| 16 | ノニト・ドネア                     | フィリピン       | 2011年2月19日 - 2011年11月19日 (返上)  | 1        |
| 17 | ホルヘ・アルセ                     | メキシコ         | 2011年11月26日 - 2012年8月15日 (返上)  | 0        |
| 18 | プンルアン・ソー・シンユー         | タイ             | 2012年10月20日 - 2013年3月2日          | 0        |
| 19 | パウルス・アムブンダ               | ナミビア         | 2013年3月2日 - 2013年8月1日            | 0        |
| 20 | 亀田和毅                           | 日本             | 2013年8月1日 - 2015年4月24日 (返上)    | 3        |
| 21 | プンルアン・ソー・シンユー (2期目) | タイ             | 2015年8月7日 - 2016年7月27日           | 1        |
| 22 | マーロン・タパレス                 | フィリピン       | 2016年7月27日 - 2017年4月22日 (剥奪)   | 0        |
| 23 | ゾラニ・テテ                       | 南アフリカ共和国 | 2017年4月22日 - 2019年11月30日         | 3        |
| 24 | ジョンリル・カシメロ               | フィリピン       | 2019年11月30日 - 2022年5月3日 (剥奪)   | 2 (4)    |
| 25 | ポール・バトラー                   | イギリス         | 2022年5月3日 - 2022年12月13日          | 0        |
| 26 | 井上尚弥                           | 日本             | 2022年12月13日 - 2023年1月13日（返上） | 0        |
| 27 | ジェイソン・モロニー               | オーストラリア   | 2023年5月13日 - 2024年5月6日           | 1        |
| 28 | 武居由樹                           | 日本             | 2024年5月6日 - 現在                    | 1        |

### 暫定王座
| 名前                       | 国籍             | 在位期間                                                    | 防衛回数 |
| -------------------------- | ---------------- | ----------------------------------------------------------- | -------- |
| ホルヘ・エリセール・フリオ | コロンビア       | 1997年7月28日 - 1997年7月28日 (正規王座昇格)                | 0        |
| フェルナンド・モンティエル | メキシコ         | 2009年3月28日 - 2009年4月25日 (正規王座昇格)                | 0        |
| エリック・モレル           | プエルトリコ     | 2010年2月13日 - 2011年 (剥奪)                               | 0        |
| アレハンドロ・エルナンデス | メキシコ         | 2014年6月14日 - 2014年11月1日                               | 0        |
| ゾラニ・テテ               | 南アフリカ共和国 | 2017年4月22日 - 2017年4月22日 (正規王座昇格)                | 0        |
| ジョンリル・カシメロ       | フィリピン       | 2019年4月20日 - 2019年11月30日 (王座統一により正規王座昇格) | 2        |
| ポール・バトラー           | イギリス         | 2022年4月22日 - 2022年5月3日 (正規王座昇格)                 | 0        |

## スーパーバンタム級
| 代 | 名前                               | 国籍           | 在位期間                                   | 防衛回数 |
| -- | ---------------------------------- | -------------- | ------------------------------------------ | -------- |
| 初 | ケニー・ミッチェル                 | アメリカ合衆国 | 1989年4月29日 - 1989年12月9日              | 1        |
| 2  | バレリオ・ナチ                     | イタリア       | 1989年12月9日 - 1990年5月12日              | 0        |
| 3  | オーランド・フェルナンデス         | プエルトリコ   | 1990年5月12日 - 1991年5月24日              | 0        |
| 4  | ジェシー・ベナビデス               | アメリカ合衆国 | 1991年5月24日 - 1992年10月15日             | 1        |
| 5  | デューク・マッケンジー             | イギリス       | 1992年10月15日 - 1993年6月9日              | 0        |
| 6  | ダニエル・ヒメネス                 | プエルトリコ   | 1993年6月9日 - 1995年3月31日               | 4        |
| 7  | マルコ・アントニオ・バレラ         | メキシコ       | 1995年3月31日 - 1996年11月22日             | 8        |
| 8  | ジュニア・ジョーンズ               | アメリカ合衆国 | 1996年11月22日 - 1997年12月19日            | 1        |
| 9  | ケネディ・マッキニー               | アメリカ合衆国 | 1997年12月19日 - 1998年5月30日 (返上)      | 0        |
| 10 | マルコ・アントニオ・バレラ (2期目) | メキシコ       | 1998年10月31日 - 2000年2月19日             | 2        |
| 11 | エリック・モラレス                 | メキシコ       | 2000年2月19日 - 2000年2月24日 (剥奪)       | 0        |
| 12 | マルコ・アントニオ・バレラ (3期目) | メキシコ       | 2000年2月24日 (返還) - 2001年6月1日 (返上) | 2        |
| 13 | アガピト・サンチェス               | ドミニカ共和国 | 2001年6月23日 - 2002年8月13日 (剥奪)       | 1        |
| 14 | ホアン・グズマン                   | ドミニカ共和国 | 2002年8月17日 - 2005年7月4日 (返上)        | 2        |
| 15 | ダニエル・ポンセ・デ・レオン       | メキシコ       | 2005年10月29日 - 2008年6月7日              | 6        |
| 16 | ファン・マヌエル・ロペス           | プエルトリコ   | 2008年6月7日 - 2010年1月23日 (返上)        | 5        |
| 17 | ウィルフレド・バスケス・ジュニア   | プエルトリコ   | 2010年2月27日 - 2011年5月7日               | 2        |
| 18 | ホルヘ・アルセ                     | メキシコ       | 2011年5月7日 - 2011年11月19日 (返上)       | 1        |
| 19 | ノニト・ドネア                     | フィリピン     | 2012年2月4日 - 2013年4月13日               | 3        |
| 20 | ギレルモ・リゴンドウ               | キューバ       | 2013年4月13日 - 2015年10月28日 (剥奪)      | 3        |
| 21 | ノニト・ドネア (2期目)             | フィリピン     | 2015年12月11日 - 2016年11月5日             | 1        |
| 22 | ヘスス・マグダレノ                 | アメリカ合衆国 | 2016年11月5日 - 2018年4月28日              | 1        |
| 23 | アイザック・ドグボエ               | ガーナ         | 2018年4月28日 - 2018年12月8日              | 1        |
| 24 | エマヌエル・ナバレッテ             | メキシコ       | 2018年12月8日 - 2020年7月11日（返上）      | 5        |
| 25 | アンジェロ・レオ                   | アメリカ合衆国 | 2020年8月1日 - 2021年1月23日               | 0        |
| 26 | スティーブン・フルトン             | アメリカ合衆国 | 2021年1月23日 - 2023年7月25日              | 2        |
| 27 | 井上尚弥                           | 日本           | 2023年7月25日 - 現在                       | 4        |

### 暫定王座
| 名前                 | 国籍   | 在位期間                                    | 防衛回数 |
| -------------------- | ------ | ------------------------------------------- | -------- |
| アイザック・ドグボエ | ガーナ | 2018年1月6日 - 2018年4月28日 (正規王座昇格) | 0        |

## フェザー級
| 代 | 名前                         | 国籍           | 在位期間                              | 防衛回数 |
| -- | ---------------------------- | -------------- | ------------------------------------- | -------- |
| 初 | マウリシオ・ステッカ         | イタリア       | 1989年1月28日 - 1989年11月11日        | 1        |
| 2  | ルイ・エスピノサ             | アメリカ合衆国 | 1989年11月11日 - 1990年4月7日         | 0        |
| 3  | ホルヘ・パエス               | メキシコ       | 1990年4月7日 - 1991年1月16日 (返上)   | 0        |
| 4  | マウリシオ・ステッカ (2期目) | イタリア       | 1991年1月26日 - 1992年5月16日         | 2        |
| 5  | コリン・マクミラン           | イギリス       | 1992年5月16日 - 1992年9月26日         | 0        |
| 6  | ルーベン・パラシオス         | コロンビア     | 1992年9月26日 - 1993年4月16日 (返上)  | 0        |
| 7  | スティーブ・ロビンソン       | イギリス       | 1993年4月17日 - 1995年9月30日         | 7        |
| 8  | ナジーム・ハメド             | イギリス       | 1995年9月30日 - 2000年9月30日 (返上)  | 15       |
| 9  | イシュトヴァン・コバチ       | ハンガリー     | 2001年1月27日 - 2001年6月16日         | 0        |
| 10 | フリオ・パブロ・チャコーン   | アルゼンチン   | 2001年6月16日 - 2002年10月19日        | 2        |
| 11 | スコット・ハリソン           | イギリス       | 2002年10月19日 - 2003年7月12日        | 1 (2)    |
| 12 | マヌエル・メディナ           | メキシコ       | 2003年7月12日 - 2003年11月29日        | 0        |
| 13 | スコット・ハリソン (2期目)   | イギリス       | 2003年11月29日 - 2006年12月6日 (返上) | 6        |
| 14 | ファン・マヌエル・マルケス   | メキシコ       | 2006年12月6日 - 2007年4月1日 (返上)   | 0 (1)    |
| 15 | スティーブン・ルエバノ       | アメリカ合衆国 | 2007年7月14日 - 2010年1月23日         | 5        |
| 16 | ファン・マヌエル・ロペス     | プエルトリコ   | 2010年1月23日 - 2011年4月16日         | 2        |
| 17 | オルランド・サリド           | メキシコ       | 2011年4月16日 - 2013年1月19日         | 2        |
| 18 | ミゲル・アンヘル・ガルシア   | アメリカ合衆国 | 2013年1月19日 - 2013年6月14日 (剥奪)  | 0        |
| 19 | オルランド・サリド (2期目)   | メキシコ       | 2013年10月12日 - 2014年2月28日 (剥奪) | 0        |
| 20 | ワシル・ロマチェンコ         | ウクライナ     | 2014年6月21日 - 2016年7月21日 (返上)  | 3        |
| 21 | オスカル・バルデス           | メキシコ       | 2016年7月23日 - 2019年8月2日 (返上)   | 6        |
| 22 | シャクール・スティーブンソン | アメリカ合衆国 | 2019年10月26日 - 2020年7月6日 (返上)  | 0        |
| 23 | エマヌエル・ナバレッテ       | メキシコ       | 2020年10月9日 - 2023年2月9日（返上）  | 3        |
| 24 | ロベイシ・ラミレス           | キューバ       | 2023年4月1日 - 2023年12月9日          | 1        |
| 25 | ラファエル・エスピノサ       | メキシコ       | 2023年12月9日 - 現在                  | 2        |

### 暫定王座
| 名前                       | 国籍     | 在位期間                                                   | 防衛回数 |
| -------------------------- | -------- | ---------------------------------------------------------- | -------- |
| スコット・ハリソン         | イギリス | 2002年6月8日 - 2002年10月19日 (王座統一により正規王座昇格) | 1        |
| ファン・マヌエル・マルケス | メキシコ | 2006年8月5日 - 2006年12月6日 (正規王座昇格)                | 1        |
| カール・フランプトン       | イギリス | 2018年4月21日 - 2018年12月22日                             | 0        |

## スーパーフェザー級
| 代 | 名前                         | 国籍           | 在位期間                               | 防衛回数 |
| -- | ---------------------------- | -------------- | -------------------------------------- | -------- |
| 初 | ジョン・ジョン・モリナ       | プエルトリコ   | 1989年4月29日 - 1989年10月15日 (返上)  | 0        |
| 2  | カメル・ブ・アリ             | チュニジア     | 1989年12月9日 - 1992年3月22日          | 2        |
| 3  | ダニエル・ロンダ             | フランス       | 1992年3月22日 - 1992年9月4日           | 0        |
| 4  | ジミー・ブレダル             | デンマーク     | 1992年9月4日 - 1994年3月5日            | 1        |
| 5  | オスカー・デ・ラ・ホーヤ     | アメリカ合衆国 | 1994年3月5日 - 1994年6月5日 (返上)     | 1        |
| 6  | レジリオ・ツール             | オランダ       | 1994年9月24日 - 1997年1月17日 (返上)   | 6        |
| 7  | バリー・ジョーンズ           | イギリス       | 1997年12月19日 - 1998年 (返上)         | 0        |
| 8  | アナトリー・アレクサンドルフ | ロシア         | 1998年5月16日 - 1999年8月7日           | 1        |
| 9  | アセリノ・フレイタス         | ブラジル       | 1999年8月7日 - 2004年1月15日 (返上)    | 10       |
| 10 | ディエゴ・コラレス           | アメリカ合衆国 | 2004年3月6日 - 2004年6月18日 (返上)    | 0        |
| 11 | マイク・アンチュド           | アメリカ合衆国 | 2004年7月15日 - 2005年4月7日 (剥奪)    | 0        |
| 12 | ホルヘ・ロドリゴ・バリオス   | アルゼンチン   | 2005年4月8日 - 2006年9月15日 (剥奪)    | 2        |
| 13 | ホアン・グズマン             | ドミニカ共和国 | 2006年9月16日 - 2008年5月15日 (返上)   | 2        |
| 14 | アレックス・アーサー         | イギリス       | 2008年5月15日 - 2008年9月6日           | 0 (1)    |
| 15 | ニッキー・クック             | イギリス       | 2008年9月6日 - 2009年3月14日           | 0        |
| 16 | ローマン・マルチネス         | プエルトリコ   | 2009年3月14日 - 2010年9月4日           | 2        |
| 17 | リッキー・バーンズ           | イギリス       | 2010年9月4日 - 2011年9月10日 (返上)    | 3        |
| 18 | エイドリアン・ブローナー     | アメリカ合衆国 | 2011年11月26日 - 2012年7月21日 (剥奪)  | 1        |
| 19 | ローマン・マルチネス (2期目) | プエルトリコ   | 2012年9月15日 - 2013年11月10日         | 2        |
| 20 | ミゲル・アンヘル・ガルシア   | アメリカ合衆国 | 2013年11月10日 - 2014年10月15日 (返上) | 1        |
| 21 | オルランド・サリド           | メキシコ       | 2014年10月15日 - 2015年4月11日         | 0        |
| 22 | ローマン・マルチネス (3期目) | プエルトリコ   | 2015年4月11日 - 2016年6月11日          | 1        |
| 23 | ワシル・ロマチェンコ         | ウクライナ     | 2016年6月11日 - 2018年5月23日 (返上)   | 4        |
| 24 | 伊藤雅雪                     | 日本           | 2018年7月28日 - 2019年5月25日          | 1        |
| 25 | ジャメル・ヘリング           | アメリカ合衆国 | 2019年5月25日 - 2021年10月23日         | 3        |
| 26 | シャクール・スティーブンソン | アメリカ合衆国 | 2021年10月23日 - 2022年9月22日 (剥奪)  | 1 (2)    |
| 27 | エマヌエル・ナバレッテ       | メキシコ       | 2023年2月3日 - 現在                    | 3        |

### 暫定王座
| 名前                         | 国籍           | 在位期間                                                    | 防衛回数 |
| ---------------------------- | -------------- | ----------------------------------------------------------- | -------- |
| アレックス・アーサー         | イギリス       | 2007年7月21日 - 2008年5月15日 (正規王座昇格)                | 1        |
| オルランド・サリド           | メキシコ       | 2014年9月20日 - 2014年10月15日 (正規王座昇格)               | 0        |
| ミゲール・ベルチェット       | メキシコ       | 2016年3月12日 - 2016年12月10日 (返上)                       | 1        |
| シャクール・スティーブンソン | アメリカ合衆国 | 2021年6月12日 - 2021年10月23日 (王座統一により正規王座昇格) | 1        |
| オスカル・バルデス           | メキシコ       | 2024年3月29日 - 2024年12月7日                               | 0        |

## ライト級
| 代 | 名前                           | 国籍             | 在位期間                              | 防衛回数 |
| -- | ------------------------------ | ---------------- | ------------------------------------- | -------- |
| 初 | マウリシオ・アセベス           | メキシコ         | 1989年5月6日 - 1990年9月22日          | 1        |
| 2  | ディンガン・トベラ             | 南アフリカ共和国 | 1990年9月22日 - 1992年6月14日 (返上)  | 2        |
| 3  | ジョバンニ・パリージ           | イタリア         | 1992年9月25日 - 1994年1月23日 (返上)  | 2        |
| 4  | オスカー・デ・ラ・ホーヤ       | アメリカ合衆国   | 1994年7月29日 - 1996年2月9日 (返上)   | 6        |
| 5  | アルツール・グレゴリアン       | ウズベキスタン   | 1996年4月13日 - 2004年1月3日          | 17       |
| 6  | アセリノ・フレイタス           | ブラジル         | 2004年1月3日 - 2004年8月7日           | 0        |
| 7  | ディエゴ・コラレス             | アメリカ合衆国   | 2004年8月7日 - 2006年1月14日 (剥奪)   | 1        |
| 8  | アセリノ・フレイタス (2期目)   | ブラジル         | 2006年4月29日 - 2007年4月28日         | 0        |
| 9  | ファン・ディアス               | メキシコ         | 2007年4月28日 - 2008年3月8日          | 1        |
| 10 | ネート・キャンベル             | アメリカ合衆国   | 2008年3月8日 - 2009年2月13日 (剥奪)   | 0        |
| 11 | ファン・マヌエル・マルケス     | メキシコ         | 2009年2月28日 - 2012年1月6日 (返上)   | 2        |
| 12 | リッキー・バーンズ             | イギリス         | 2012年1月6日 - 2014年3月1日           | 4        |
| 13 | テレンス・クロフォード         | アメリカ合衆国   | 2014年3月1日 - 2015年2月24日 (返上)   | 2        |
| 14 | テリー・フラナガン             | イギリス         | 2015年7月11日 - 2017年10月26日 (返上) | 5        |
| 15 | レイムンド・ベルトラン         | メキシコ         | 2018年2月16日 - 2018年8月25日         | 0        |
| 16 | ホセ・ペドラザ                 | プエルトリコ     | 2018年8月25日 - 2018年12月8日         | 0        |
| 17 | ワシル・ロマチェンコ           | ウクライナ       | 2018年12月8日 - 2020年10月17日        | 2        |
| 18 | テオフィモ・ロペス             | アメリカ合衆国   | 2020年10月17日 - 2021年11月27日       | 0        |
| 19 | ジョージ・カンボソス・ジュニア | オーストラリア   | 2021年11月27日 - 2022年6月4日         | 0        |
| 20 | デヴィン・ヘイニー             | アメリカ合衆国   | 2022年6月4日 - 2023年11月29日（返上） | 2        |
| 21 | デニス・ベリンチク             | ウクライナ       | 2024年5月18日 - 2025年2月14日         | 0        |
| 22 | キーショーン・デービス         | アメリカ合衆国   | 2025年2月14日 - 現在                  | 0        |

### 暫定王座
| 名前                           | 国籍           | 在位期間                                    | 防衛回数 |
| ------------------------------ | -------------- | ------------------------------------------- | -------- |
| マイケル・カティディス         | オーストラリア | 2007年2月17日 - 2008年3月22日               | 1        |
| ホエール・カサマヨール         | キューバ       | 2008年3月22日 - 2008年9月13日 (剥奪)        | 0        |
| マイケル・カティディス (2期目) | オーストラリア | 2009年9月19日 - 2010年11月27日              | 1        |
| ロバート・ゲレーロ             | アメリカ合衆国 | 2011年4月9日 - 2011年9月1日 (返上)          | 0        |
| リッキー・バーンズ             | イギリス       | 2011年11月5日 - 2012年1月6日 (正規王座昇格) | 0        |

## スーパーライト級
| 代 | 名前                         | 国籍           | 在位期間                              | 防衛回数 |
| -- | ---------------------------- | -------------- | ------------------------------------- | -------- |
| 初 | ヘクター・カマチョ           | プエルトリコ   | 1989年3月6日 - 1991年2月23日          | 2        |
| 2  | グレグ・ホーゲン             | アメリカ合衆国 | 1991年2月23日 - 1991年5月18日 (剥奪)  | 0        |
| 3  | ヘクター・カマチョ (2期目)   | プエルトリコ   | 1991年5月18日 - 1992年5月15日 (返上)  | 0        |
| 4  | カルロス・ゴンザレス         | メキシコ       | 1992年6月29日 - 1993年6月7日          | 3        |
| 5  | ザック・パディラ             | アメリカ合衆国 | 1993年6月7日 - 1994年7月24日 (返上)   | 4        |
| 6  | サミー・フエンテス           | プエルトリコ   | 1995年2月20日 - 1996年3月9日          | 1        |
| 7  | ジョバンニ・パリージ         | イタリア       | 1996年3月9日 - 1998年5月29日          | 5        |
| 8  | カルロス・ゴンザレス (2期目) | メキシコ       | 1998年5月29日 - 1999年5月15日         | 0        |
| 9  | ランドール・ベイリー         | アメリカ合衆国 | 1999年5月15日 - 2000年7月22日         | 4        |
| 10 | エネル・フリオ               | コロンビア     | 2000年7月22日 - 2001年6月25日 (剥奪)  | 0        |
| 11 | デマーカス・コーリー         | アメリカ合衆国 | 2001年6月30日 - 2003年7月12日         | 2        |
| 12 | ザブ・ジュダー               | アメリカ合衆国 | 2003年7月12日 - 2004年6月18日 (返上)  | 1        |
| 13 | ミゲール・コット             | プエルトリコ   | 2004年9月11日 - 2006年10月27日 (返上) | 6        |
| 14 | リカルド・トーレス           | コロンビア     | 2006年11月18日 - 2008年7月5日         | 2        |
| 15 | ケンドール・ホルト           | アメリカ合衆国 | 2008年7月5日 - 2009年4月4日           | 1        |
| 16 | ティモシー・ブラッドリー     | アメリカ合衆国 | 2009年4月4日 - 2012年6月27日 (返上)   | 4        |
| 17 | ファン・マヌエル・マルケス   | メキシコ       | 2012年6月27日 - 2013年10月12日 (剥奪) | 0        |
| 18 | マイク・アルバラード         | アメリカ合衆国 | 2013年10月12日 - 2013年10月19日       | 0        |
| 19 | ルスラン・プロボドニコフ     | ロシア         | 2013年10月19日 - 2014年6月14日        | 0        |
| 20 | クリス・アルギエリ           | アメリカ合衆国 | 2014年6月14日 - 2014年11月22日 (剥奪) | 0        |
| 21 | テレンス・クロフォード       | アメリカ合衆国 | 2015年4月18日 - 2017年10月26日 (返上) | 6        |
| 22 | モーリス・フッカー           | アメリカ合衆国 | 2018年6月9日 - 2019年7月27日          | 2        |
| 23 | ホセ・カルロス・ラミレス     | アメリカ合衆国 | 2019年7月27日 - 2021年5月22日         | 1        |
| 24 | ジョシュ・テイラー           | イギリス       | 2021年5月22日 - 2023年6月10日         | 1        |
| 25 | テオフィモ・ロペス           | アメリカ合衆国 | 2023年6月10日 - 現在                  | 3        |

### 暫定王座
| 名前                           | 国籍           | 在位期間                                      | 防衛回数 |
| ------------------------------ | -------------- | --------------------------------------------- | -------- |
| ラモン・ピーターソン           | アメリカ合衆国 | 2009年4月25日 - 2009年12月12日                | 0        |
| ファン・マヌエル・マルケス     | メキシコ       | 2012年4月14日 - 2012年6月27日 (正規王座昇格)  | 0        |
| マイク・アルバラード           | アメリカ合衆国 | 2013年3月30日 - 2013年10月12日 (正規王座昇格) | 0        |
| アーノルド・バルボサ・ジュニア | アメリカ合衆国 | 2025年2月15日 - 2025年5月2日                  | 0        |

## ウェルター級
| 代 | 名前                             | 国籍           | 在位期間                              | 防衛回数 |
| -- | -------------------------------- | -------------- | ------------------------------------- | -------- |
| 初 | ヘナロ・レオン                   | メキシコ       | 1989年5月6日 - 1989年12月15日 (返上)  | 0        |
| 2  | マニング・ギャロウェイ           | アメリカ合衆国 | 1989年12月15日 - 1993年2月12日        | 7        |
| 3  | ゲルト・ボー・ヤコブセン         | デンマーク     | 1993年2月12日 - 1993年10月16日 (返上) | 0        |
| 4  | イーモン・ローラン               | イギリス       | 1993年10月16日 - 1996年4月13日        | 5        |
| 5  | ホセ・ルイス・ロペス             | メキシコ       | 1996年4月13日 - 1996年10月6日 (返上)  | 1        |
| 6  | ミハエル・ロエベ                 | ルーマニア     | 1997年2月22日 - 1997年 (返上)         | 1        |
| 7  | アーメド・カタイエフ             | ロシア         | 1998年2月14日 - 2000年5月6日          | 4        |
| 8  | ダニエル・サントス               | プエルトリコ   | 2000年5月6日 - 2001年12月5日 (返上)   | 3        |
| 9  | アントニオ・マルガリート         | メキシコ       | 2002年3月16日 - 2007年7月14日         | 7        |
| 10 | ポール・ウィリアムス             | アメリカ合衆国 | 2007年7月14日 - 2008年2月9日          | 0        |
| 11 | カルロス・キンタナ               | プエルトリコ   | 2008年2月9日 - 2008年6月7日           | 0        |
| 12 | ポール・ウィリアムス (2期目)     | アメリカ合衆国 | 2008年6月7日 - 2008年11月12日 (返上)  | 0        |
| 13 | ミゲール・コット                 | プエルトリコ   | 2009年2月21日 - 2009年11月14日        | 1        |
| 14 | マニー・パッキャオ               | フィリピン     | 2009年11月14日 - 2012年6月9日         | 3        |
| 15 | ティモシー・ブラッドリー         | アメリカ合衆国 | 2012年6月9日 - 2014年4月12日          | 2        |
| 16 | マニー・パッキャオ (2期目)       | フィリピン     | 2014年4月12日 - 2015年5月2日          | 1        |
| 17 | フロイド・メイウェザー・ジュニア | アメリカ合衆国 | 2015年5月2日 - 2015年7月6日 (剥奪)    | 0        |
| 18 | ティモシー・ブラッドリー (2期目) | アメリカ合衆国 | 2015年7月6日 - 2016年2月9日 (返上)    | 1        |
| 19 | ジェシー・バルガス               | アメリカ合衆国 | 2016年3月5日 - 2016年11月5日          | 0        |
| 20 | マニー・パッキャオ (3期目)       | フィリピン     | 2016年11月5日 - 2017年7月2日          | 0        |
| 21 | ジェフ・ホーン                   | オーストラリア | 2017年7月2日 - 2018年6月9日           | 1        |
| 22 | テレンス・クロフォード           | アメリカ合衆国 | 2018年6月9日 - 2024年8月12日（返上）  | 7        |
| 23 | ブライアン・ノーマン・ジュニア   | アメリカ合衆国 | 2024年8月12日 - 現在                  | 0        |

### 暫定王座
| 名前                           | 国籍           | 在位期間                                      | 防衛回数 |
| ------------------------------ | -------------- | --------------------------------------------- | -------- |
| マニング・ギャロウェイ         | アメリカ合衆国 | 1994年8月13日 - 1994年12月10日                | 0        |
| カーミット・シントロン         | プエルトリコ   | 2004年7月17日 - 2005年4月23日                 | 0        |
| ティモシー・ブラッドリー       | アメリカ合衆国 | 2015年6月27日 - 2015年7月6日 (正規王座昇格)   | 0        |
| ブライアン・ノーマン・ジュニア | アメリカ合衆国 | 2024年5月18日 - 2024年8月12日（正規王座昇格） | 0        |

## スーパーウェルター級
| 代 | 名前                             | 国籍           | 在位期間                              | 防衛回数 |
| -- | -------------------------------- | -------------- | ------------------------------------- | -------- |
| 初 | ジョン・デビッド・ジャクソン     | アメリカ合衆国 | 1988年12月8日 - 1993年10月30日 (返上) | 6        |
| 2  | バーノ・フィリップス             | アメリカ合衆国 | 1993年10月30日 - 1995年11月22日       | 3        |
| 3  | ポール・ジョーンズ               | イギリス       | 1995年11月22日 - 1996年2月26日 (剥奪) | 0        |
| 4  | ブロンコ・マッカート             | アメリカ合衆国 | 1996年3月1日 - 1996年5月17日          | 0        |
| 5  | ロナルド・ライト                 | アメリカ合衆国 | 1996年5月17日 - 1998年8月22日         | 3        |
| 6  | ハリー・サイモン                 | ナミビア       | 1998年8月22日 - 2001年11月27日 (返上) | 4        |
| 7  | ダニエル・サントス               | プエルトリコ   | 2002年3月16日 - 2005年12月3日         | 4        |
| 8  | セルゲイ・ジンジラク             | ウクライナ     | 2005年12月3日 - 2011年10月5日 (剥奪)  | 6        |
| 9  | ザウルベック・バイサングロフ     | ロシア         | 2011年10月5日 - 2013年7月22日 (剥奪)  | 2        |
| 10 | デメトリアス・アンドラーデ       | アメリカ合衆国 | 2013年11月9日 - 2015年7月31日 (剥奪)  | 1        |
| 11 | リアム・スミス                   | イギリス       | 2015年10月10日 - 2016年9月17日        | 2        |
| 12 | サウル・アルバレス               | メキシコ       | 2016年9月17日 - 2017年5月21日 (返上)  | 0        |
| 13 | ミゲール・コット                 | プエルトリコ   | 2017年8月26日 - 2017年12月2日         | 0        |
| 14 | サダム・アリ                     | アメリカ合衆国 | 2017年12月2日 - 2018年3月12日         | 0        |
| 15 | ハイメ・ムンギア                 | メキシコ       | 2018年3月12日 - 2019年12月5日 (返上)  | 5        |
| 16 | パトリック・テシェイラ           | ブラジル       | 2019年12月5日 - 2021年2月13日         | 0        |
| 17 | ブライアン・カルロス・カスターノ | アルゼンチン   | 2021年2月13日 - 2022年5月14日         | 1        |
| 18 | ジャーメル・チャーロ             | アメリカ合衆国 | 2022年5月14日 - 2023年9月30日（剥奪） | 0        |
| 19 | ティム・チュー                   | オーストラリア | 2023年9月30日 - 2024年3月30日         | 1 (2)    |
| 20 | セバスチャン・フンドラ           | アメリカ合衆国 | 2024年3月30日 - 現在                  | 0        |

### 暫定王座
| 名前                         | 国籍           | 在位期間                                       | 防衛回数 |
| ---------------------------- | -------------- | ---------------------------------------------- | -------- |
| ポール・ウィリアムス         | アメリカ合衆国 | 2008年11月29日 - 2009年 (返上)                 | 0        |
| アルフレド・アングロ         | メキシコ       | 2009年11月7日 - 2010年6月 (返上)               | 0        |
| ザウルベック・バイサングロフ | ロシア         | 2011年7月30日 - 2011年10月5日（正規王座昇格）  | 0        |
| ルーカス・コネチ             | チェコ         | 2012年4月15日 - 2012年10月6日                  | 0        |
| パトリック・テシェイラ       | ブラジル       | 2019年11月30日 - 2019年12月5日（正規王座昇格） | 0        |
| ティム・チュー               | オーストラリア | 2023年3月11日 - 2023年9月30日（正規王座昇格）  | 1        |
| テレンス・クロフォード       | アメリカ合衆国 | 2024年8月3日 - 2025年3月21日 (返上)            | 0        |

## ミドル級
| 代 | 名前                         | 国籍           | 在位期間                               | 防衛回数 |
| -- | ---------------------------- | -------------- | -------------------------------------- | -------- |
| 初 | ダグ・デビット               | アメリカ合衆国 | 1989年4月18日 - 1990年4月29日          | 1        |
| 2  | ナイジェル・ベン             | イギリス       | 1990年4月29日 - 1990年11月18日         | 1        |
| 3  | クリス・ユーバンク           | イギリス       | 1990年11月18日 - 1991年7月17日 (返上)  | 3        |
| 4  | ジェラルド・マクレラン       | アメリカ合衆国 | 1991年11月20日 - 1993年5月8日 (剥奪)   | 0        |
| 5  | クリス・ピアット             | イギリス       | 1993年5月19日 - 1994年5月11日          | 2        |
| 6  | スティーブ・コリンズ         | アイルランド   | 1994年5月11日 - 1995年4月22日 (返上)   | 0        |
| 7  | ロニー・ブラッドリー         | アメリカ合衆国 | 1995年5月19日 - 1997年11月7日 (返上)   | 6        |
| 8  | オーティス・グラント         | カナダ         | 1997年12月13日 - 1998年11月14日 (返上) | 1        |
| 9  | バート・シェンク             | ドイツ         | 1999年1月30日 - 1999年7月14日 (剥奪)   | 1        |
| 10 | ジェイソン・マシューズ       | イギリス       | 1999年11月1日 - 1999年11月27日         | 0        |
| 11 | アルマンド・クラインク       | スウェーデン   | 1999年11月27日 - 2002年4月6日          | 3        |
| 12 | ハリー・サイモン             | ナミビア       | 2002年4月6日 - 2003年6月29日 (剥奪)    | 0（1）   |
| 13 | ハビエル・ベラスコ           | アルゼンチン   | 2003年6月29日 - 2003年9月13日          | 0        |
| 14 | フェリックス・シュトルム     | ドイツ         | 2003年9月13日 - 2004年6月5日           | 1        |
| 15 | オスカー・デ・ラ・ホーヤ     | アメリカ合衆国 | 2004年6月5日 - 2004年9月18日           | 0        |
| 16 | バーナード・ホプキンス       | アメリカ合衆国 | 2004年9月18日 - 2005年7月16日          | 1        |
| 17 | ジャーメイン・テイラー       | アメリカ合衆国 | 2005年7月16日 - 2007年9月29日          | 4        |
| 18 | ケリー・パブリク             | アメリカ合衆国 | 2007年9月29日 - 2010年4月17日          | 3        |
| 19 | セルヒオ・マルチネス         | アルゼンチン   | 2010年4月17日 - 2010年6月1日 (剥奪)    | 0        |
| 20 | ディミトリー・ピログ         | ロシア         | 2010年7月31日 - 2012年8月25日 (剥奪)   | 3        |
| 21 | ハッサン・ヌダム・ヌジカム   | フランス       | 2012年8月25日 - 2012年10月20日         | 0        |
| 22 | ピーター・クイリン           | アメリカ合衆国 | 2012年10月20日 - 2014年9月4日 (返上)   | 3        |
| 23 | アンディ・リー               | アイルランド   | 2014年12月13日 - 2015年12月19日        | 0        |
| 24 | ビリー・ジョー・ソーンダース | イギリス       | 2015年12月19日 - 2018年10月11日 (返上) | 3        |
| 25 | デメトリアス・アンドラーデ   | アメリカ合衆国 | 2018年10月20日 - 2022年8月30日（返上） | 5        |
| 26 | ジャニベク・アリムハヌリ     | カザフスタン   | 2022年8月30日 - 現在                   | 4        |

### 暫定王座
| 名前                       | 国籍         | 在位期間                                                   | 防衛回数 |
| -------------------------- | ------------ | ---------------------------------------------------------- | -------- |
| ジェイソン・マシューズ     | イギリス     | 1999年7月17日 - 1999年11月1日（正規王座昇格）              | 0        |
| ハリー・サイモン           | ナミビア     | 2001年7月21日 - 2002年4月6日（王座統一により正規王座昇格） | 1        |
| ハビエル・ベラスコ         | アルゼンチン | 2003年5月10日 - 2003年6月29日（正規王座昇格）              | 0        |
| ハッサン・ヌダム・ヌジカム | フランス     | 2012年5月4日 - 2012年8月25日（正規王座昇格）               | 0        |
| アフタンディル・クルツィゼ | ジョージア   | 2017年4月22日 - 2017年6月14日 (剥奪)                       | 0        |
| ジャニベク・アリムハヌリ   | カザフスタン | 2022年5月21日 - 2022年8月30日（正規王座昇格）              | 0        |

## スーパーミドル級
| 代 | 名前                             | 国籍           | 在位期間                              | 防衛回数 |
| -- | -------------------------------- | -------------- | ------------------------------------- | -------- |
| 初 | トーマス・ハーンズ               | アメリカ合衆国 | 1988年11月4日 - 1990年4月28日 (返上)  | 1        |
| 2  | クリス・ユーバンク               | イギリス       | 1991年9月21日 - 1995年3月18日         | 14       |
| 3  | スティーブ・コリンズ             | アイルランド   | 1995年3月18日 - 1997年7月5日 (返上)   | 7        |
| 4  | ジョー・カルザゲ                 | イギリス       | 1997年10月11日 - 2008年9月26日 (返上) | 21       |
| 5  | デニス・インキン                 | ロシア         | 2008年9月27日 - 2009年1月10日         | 0        |
| 6  | カロリー・バルザイ               | ハンガリー     | 2009年1月10日 - 2009年8月22日         | 1        |
| 7  | ロベルト・ステイグリッツ         | ドイツ         | 2009年8月22日 - 2012年8月25日         | 6        |
| 8  | アルツール・アブラハム           | ドイツ         | 2012年8月25日 - 2013年3月23日         | 1        |
| 9  | ロベルト・ステイグリッツ (2期目) | ドイツ         | 2013年3月23日 - 2014年3月1日          | 2        |
| 10 | アルツール・アブラハム (2期目)   | ドイツ         | 2014年3月1日 - 2016年4月9日           | 5        |
| 11 | ヒルベルト・ラミレス             | メキシコ       | 2016年4月9日 - 2019年5月13日 (返上)   | 5        |
| 12 | ビリー・ジョー・ソーンダース     | イギリス       | 2019年5月18日 - 2021年5月8日          | 2        |
| 13 | サウル・アルバレス               | メキシコ       | 2021年5月8日 - 現在                   | 6        |

### 暫定王座
| 名前             | 国籍     | 在位期間                      | 防衛回数 |
| ---------------- | -------- | ----------------------------- | -------- |
| マリオ・ベイト   | ドイツ   | 2004年5月8日 - 2005年5月7日   | 1        |
| ジョン・ライダー | イギリス | 2022年11月26日 - 2023年5月6日 | 0        |

## ライトヘビー級
| 代 | 名前                         | 国籍           | 在位期間                              | 防衛回数 |
| -- | ---------------------------- | -------------- | ------------------------------------- | -------- |
| 初 | マイケル・モーラー           | アメリカ合衆国 | 1988年12月3日 - 1991年5月9日 (返上)   | 9        |
| 2  | リーオンザー・バーバー       | アメリカ合衆国 | 1991年5月9日 - 1994年9月10日          | 4        |
| 3  | ダリユシュ・ミハルチェフスキ | ポーランド     | 1994年9月10日 - 2003年10月18日        | 23       |
| 4  | フリオ・セサール・ゴンザレス | メキシコ       | 2003年10月18日 - 2004年1月17日        | 0        |
| 5  | ゾルト・エルデイ             | ハンガリー     | 2004年1月17日 - 2009年11月13日 (返上) | 11       |
| 6  | ユルゲン・ブリーマー         | ドイツ         | 2009年11月13日 - 2011年5月19日 (剥奪) | 2        |
| 7  | ネイサン・クレバリー         | イギリス       | 2011年5月19日 - 2013年8月17日         | 5        |
| 8  | セルゲイ・コバレフ           | ロシア         | 2013年8月17日 - 2016年11月19日        | 8        |
| 9  | アンドレ・ウォード           | アメリカ合衆国 | 2016年11月19日 - 2017年9月21日 (返上) | 1        |
| 10 | セルゲイ・コバレフ (2期目)   | ロシア         | 2017年11月25日 - 2018年8月4日         | 1        |
| 11 | エレイデル・アルバレス       | コロンビア     | 2018年8月4日 - 2019年2月2日           | 0        |
| 12 | セルゲイ・コバレフ (3期目)   | ロシア         | 2019年2月2日 - 2019年11月2日          | 1        |
| 13 | サウル・アルバレス           | メキシコ       | 2019年11月2日 - 2019年12月17日 (返上) | 0        |
| 14 | ジョー・スミス・ジュニア     | アメリカ合衆国 | 2021年4月10日 - 2022年6月18日         | 1        |
| 15 | アルツール・ベテルビエフ     | ロシア         | 2022年6月18日 - 2025年2月22日         | 3        |
| 16 | ディミトリー・ビボル         | ロシア         | 2025年2月22日 - 現在                  | 0        |

### 暫定王座
| 名前                 | 国籍     | 在位期間                                       | 防衛回数 |
| -------------------- | -------- | ---------------------------------------------- | -------- |
| ユルゲン・ブリーマー | ドイツ   | 2009年8月22日 - 2009年11月13日（正規王座昇格） | 0        |
| ネイサン・クレバリー | イギリス | 2010年12月11日 - 2011年5月19日（正規王座昇格） | 0        |
| ジョシュア・ブアツィ | イギリス | 2024年9月21日 - 2025年2月22日                  | 0        |
| カラム・スミス       | イギリス | 2025年2月22日 - 現在                           | 0        |

## クルーザー級
| 代 | 名前                                 | 国籍           | 在位期間                              | 防衛回数 |
| -- | ------------------------------------ | -------------- | ------------------------------------- | -------- |
| 初 | ブーン・パルツ                       | アメリカ合衆国 | 1989年12月3日 - 1990年5月17日         | 0        |
| 2  | マグネ・ハブナ                       | ノルウェー     | 1990年5月17日 - 1991年2月15日 (返上)  | 2        |
| 3  | タイロン・ブーズ                     | アメリカ合衆国 | 1992年7月25日 - 1993年2月13日         | 1        |
| 4  | マルクス・ボット                     | ドイツ         | 1993年2月13日 - 1993年6月26日         | 0        |
| 5  | ネストル・ジョバンニーニ             | アルゼンチン   | 1993年6月26日 - 1994年12月17日        | 2        |
| 6  | ダリユシュ・ミハルチェフスキ         | ポーランド     | 1994年12月17日 - 1995年3月 (返上)     | 0        |
| 7  | ラルフ・ロッシジャーニ               | ドイツ         | 1995年6月10日 - 1997年10月4日         | 6        |
| 8  | カール・トンプソン                   | イギリス       | 1997年10月4日 - 1999年3月27日         | 2        |
| 9  | ジョニー・ネルソン                   | イギリス       | 1999年3月27日 - 2006年9月22日 (返上)  | 13       |
| 10 | エンゾ・マカリネリ                   | イギリス       | 2006年9月22日 - 2008年3月8日          | 4        |
| 11 | デビッド・ヘイ                       | イギリス       | 2008年3月8日 - 2008年7月22日 (返上)   | 0        |
| 12 | ビクトル・ラミレス                   | アルゼンチン   | 2009年2月 - 2009年8月29日             | 1        |
| 13 | マルコ・フック                       | ドイツ         | 2009年8月29日 - 2015年8月14日         | 13       |
| 14 | クシシュトフ・グウォヴァツキ         | ポーランド     | 2015年8月14日 - 2016年9月16日         | 1        |
| 15 | オレクサンドル・ウシク               | ウクライナ     | 2016年9月16日 - 2019年6月5日 (返上)   | 6        |
| 16 | クシシュトフ・グウォヴァツキ (2期目) | ポーランド     | 2019年6月5日 - 2019年6月15日          | 0        |
| 17 | マイリス・ブリエディス               | ラトビア       | 2019年6月15日 - 2019年11月25日 (剥奪) | 0        |
| 18 | ローレンス・オコリー                 | イギリス       | 2021年3月20日 - 2023年5月27日         | 3        |
| 19 | クリス・ビラム＝スミス               | イギリス       | 2023年5月27日 - 2024年11月16日        | 2        |
| 20 | ヒルベルト・ラミレス                 | メキシコ       | 2024年11月16日 - 現在                 | 0        |

### 暫定王座
| 名前                         | 国籍         | 在位期間                                      | 防衛回数 |
| ---------------------------- | ------------ | --------------------------------------------- | -------- |
| エンゾ・マカリネリ           | イギリス     | 2006年7月8日 - 2006年9月22日（正規王座昇格）  | 0        |
| ビクトル・ラミレス           | アルゼンチン | 2009年1月17日 - 2009年2月（正規王座昇格）     | 0        |
| オラ・アフォラビ             | イギリス     | 2009年3月14日 - 2009年12月5日                 | 0        |
| オラ・アフォラビ (2期目)     | イギリス     | 2012年3月3日 - 2013年6月8日                   | 1        |
| クシシュトフ・グウォヴァツキ | ポーランド   | 2018年11月10日 - 2019年6月5日（正規王座昇格） | 0        |

## ヘビー級
| 代 | 名前                           | 国籍             | 在位期間                               | 防衛回数 |
| -- | ------------------------------ | ---------------- | -------------------------------------- | -------- |
| 初 | フランチェスコ・ダミアニ       | イタリア         | 1989年5月6日 - 1991年1月11日           | 1        |
| 2  | レイ・マーサー                 | アメリカ合衆国   | 1991年1月11日 - 1991年12月24日 (剥奪)  | 1        |
| 3  | マイケル・モーラー             | アメリカ合衆国   | 1992年5月15日 - 1993年2月3日 (返上)    | 0        |
| 4  | トミー・モリソン               | アメリカ合衆国   | 1993年6月7日 - 1993年10月29日          | 0        |
| 5  | マイケル・ベント               | アメリカ合衆国   | 1993年10月29日 - 1994年3月19日         | 0        |
| 6  | ハービー・ハイド               | イギリス         | 1994年3月19日 - 1995年3月11日          | 0        |
| 7  | リディック・ボウ               | アメリカ合衆国   | 1995年3月11日 - 1996年1月11日 (剥奪)   | 1        |
| 8  | ヘンリー・アキンワンデ         | イギリス         | 1996年6月29日 - 1997年2月1日 (返上)    | 2        |
| 9  | ハービー・ハイド (2期目)       | イギリス         | 1997年6月28日 - 1999年6月26日          | 2        |
| 10 | ビタリ・クリチコ               | ウクライナ       | 1999年6月26日 - 2000年4月1日           | 2        |
| 11 | クリス・バード                 | アメリカ合衆国   | 2000年4月1日 - 2000年10月14日          | 0        |
| 12 | ウラジミール・クリチコ         | ウクライナ       | 2000年10月14日 - 2003年3月8日          | 5        |
| 13 | コーリー・サンダース           | 南アフリカ共和国 | 2003年3月8日 - 2004年2月1日 (返上)     | 0        |
| 14 | レイモン・ブリュースター       | アメリカ合衆国   | 2004年4月10日 - 2006年4月1日           | 3        |
| 15 | セルゲイ・リャコビッチ         | ベラルーシ       | 2006年4月1日 - 2006年11月4日           | 0        |
| 16 | シャノン・ブリッグス           | アメリカ合衆国   | 2006年11月4日 - 2007年6月2日           | 0        |
| 17 | スルタン・イブラギモフ         | ロシア           | 2007年6月2日 - 2008年2月23日           | 1        |
| 18 | ウラジミール・クリチコ (2期目) | ウクライナ       | 2008年2月23日 - 2015年11月28日         | 14       |
| 19 | タイソン・フューリー           | イギリス         | 2015年11月28日 - 2016年10月12日 (返上) | 0        |
| 20 | ジョセフ・パーカー             | ニュージーランド | 2016年12月10日 - 2018年3月31日         | 2        |
| 21 | アンソニー・ジョシュア         | イギリス         | 2018年3月31日 - 2019年6月1日           | 1        |
| 22 | アンディ・ルイス・ジュニア     | アメリカ合衆国   | 2019年6月1日 - 2019年12月7日           | 0        |
| 23 | アンソニー・ジョシュア (2期目) | イギリス         | 2019年12月7日 - 2021年9月25日          | 1        |
| 24 | オレクサンドル・ウシク         | ウクライナ       | 2021年9月25日 - 現在                   | 4        |

### 暫定王座
| 名前               | 国籍             | 在位期間                      | 防衛回数 |
| ------------------ | ---------------- | ----------------------------- | -------- |
| ジョー・ジョイス   | イギリス         | 2022年9月24日 - 2023年4月15日 | 0        |
| 張志磊             | 中華人民共和国   | 2023年4月15日 - 2024年3月8日  | 1        |
| ジョセフ・パーカー | ニュージーランド | 2024年3月8日 - 現在           | 1        |